# Christina Stumpp
Christina Daniela Stumpp (nascida a 16 de novembro de 1987, em Backnang) é uma política alemã da União Democrata-Cristã (CDU) que serve como membro do Bundestag desde as eleições de 2021, representando o círculo de Waiblingen.

## Carreira política
Antes da eleição da liderança dos democratas-cristãos em 2022, Stumpp endossou publicamente Friedrich Merz para suceder a Armin Laschet como presidente do partido e juntou-se à sua equipa de campanha.